# Adolfo Tunesi
Adolfo Tunesi (Argenta, 27 de agosto de 1887 — Bologna, 29 de novembro de 1964) foi um ginasta italiano que competiu em provas de ginástica artística pela nação.
Tunesi é o detentor de uma medalha olímpica, conquistada na edição de 1912, nos Jogos de Estocolmo. Na ocasião, foi o vencedor da prova coletiva ao lado de seus dezessete companheiros de equipe, quando derrotaram as seleções da Hungria e Reino Unido.